# لاكها سينغ
لاكها سينغ (مواليد 2 يناير 1965) هو ملاكم هندي، مثّل بلاده في الألعاب الأولمبية الصيفية 1996.

## روابط خارجية
لاكها سينغ على موقع أوليمبيديا (الإنجليزية)